# Acritillas indica
Acritillas indica е вид птица от семейство Pycnonotidae, единствен представител на род Acritillas.

## Разпространение
Видът е разпространен в Индия и Шри Ланка.